# Distretto di Bang Sao Thong
Il distretto di Bang Sao Thong (in thailandese: บางเสาธง) è un distretto (amphoe) della Thailandia, situato nella provincia di Samut Prakan.